# Muscicapa muttui
Muscicapa muttui е вид птица от семейство Muscicapidae.

## Разпространение
Видът е разпространен във Виетнам, Индия, Китай, Мианмар, Тайланд, Хонконг и Шри Ланка.